# Питерсон, Боб
Роберт Питерсон (англ. Robert Peterson; род. 18 января 1961) — американский аниматор, режиссёр, сценарист, руководитель раскадровки и актёр озвучивания, работающий в Pixar. Он был нанят в Pixar Роджером Гулдом в 1994 году в качестве аниматора для рекламы, а затем стал аниматором в «Истории игрушек». Он был сорежиссёром и сосценаристом мультфильма «Вверх» в котором он также озвучил персонажей Дага и Альфу. Его работа в качестве сценариста для мультфильмов «Вверх» и «В поисках Немо» принесла ему номинации на премию «Оскар» за лучший оригинальный сценарий. Он также был сосценаристом мультфильма «Тачки 3» и получил прайм-таймовую премию «Эмми» за лучшую короткометражную анимационную программу за свою работу над фильмом «Вилкинс задаёт вопросы».

## Карьера
Питерсон также озвучивал персонажей для различных проектов Pixar, таких как Джери в короткометражке «Игра Джери», Роз в мультфильме «Корпорация монстров» и «Университет монстров», Мистер Рэй мультфильмах «В поисках Немо» и «В поисках Дори», а также Даг и Альфа в мультфильме «Вверх». Его последней работой по озвучиванию были Даг и Альфа в короткометражке «Свидание Карла» (2023). Питерсон также озвучил Чико Хикса в «Тачках 3», так как оригинальный актёр озвучивания Чико Майкл Китон не смог повторить роль из-за конфликтов в расписании с фильмом «Человек-паук: Возвращение домой».
Он задумал мультфильм Pixar «Хороший динозавр» и снял фильм до августа 2013 года, когда было объявлено, что он был уволен из проекта из-за проблем с сюжетом. Петерсон остаётся в Pixar, где он разрабатывает ещё один проект.
В августе 2015 года Питерсон озвучил собаку по имени Дерби для профиля E:60 на ESPN, в котором была описана традиция бейсбольной команды низшей лиги Трентона Тандер по использованию собак-бит.

## Фильмография

### Кино
| Год  | Название             | Режиссёр   | Сценарист | Супервайзер сюжета | Художник- раскадровщик | Консультант по сюжету | Аниматор      | Художник по лейауту | Другое | Озвучивани                         | Заметки |
| ---- | -------------------- | ---------- | --------- | ------------------ | ---------------------- | --------------------- | ------------- | ------------------- | ------ | ---------------------------------- | --- |
| 1995 | История игрушек      | Нет        | Нет       | Нет                | Нет                    | Нет                   | Дополнительно | Дополнительно       | Нет    |                                    | |
| 1998 | Приключения Флика    | Нет        | Нет       | Нет                | Да                     | Нет                   | Нет           | Нет                 | Нет    |                                    | |
| 1999 | История игрушек 2    | Нет        | Нет       | Нет                | Да                     | Нет                   | Нет           | Нет                 | Нет    |                                    | |
| 2001 | Корпорация монстров  | Нет        | Нет       | Да                 | Нет                    | Нет                   | Нет           | Нет                 | Да     | Роз                                | Дополнительный сюжетный материал                                                                                 |
| 2003 | В поисках Немо       | Нет        | Сценарий  | Нет                | Нет                    | Нет                   | Нет           | Нет                 | Да     | Мистер Рэй / Пеликан / Дельфин     | [ 4 ] |
| 2004 | Суперсемейка         | Нет        | Нет       | Нет                | Нет                    | Нет                   | Нет           | Нет                 | Да     | Дополнительные голоса              | |
| 2006 | Тачки                | Нет        | Нет       | Нет                | Нет                    | Нет                   | Нет           | Нет                 | Да     | Широкий цыплёнок Питти             | |
| 2007 | Рататуй              | Нет        | Нет       | Нет                | Нет                    | Нет                   | Нет           | Нет                 | Да     |                                    | Дополнительный сюжетный материал                                                                                 |
| 2008 | ВАЛЛ-И               | Нет        | Нет       | Нет                | Нет                    | Нет                   | Нет           | Нет                 | Да     |                                    | Старшая творческая команда Pixar                                                                                 |
| 2009 | Вверх                | Сорежиссёр | Да        | Нет                | Нет                    | Нет                   | Нет           | Нет                 | Да     | Даг / Альфа                        | Старшая творческая команда Pixar                                                                                 |
| 2010 | История игрушек 3    | Нет        | Нет       | Нет                | Нет                    | Нет                   | Нет           | Нет                 | Да     | Привратник                         | Старшая творческая команда Pixar                                                                                 |
| 2011 | Тачки 2              | Нет        | Нет       | Нет                | Нет                    | Нет                   | Нет           | Нет                 | Да     |                                    | Старшая творческая команда Pixar                                                                                 |
| 2012 | Храбрая сердцем      | Нет        | Нет       | Нет                | Нет                    | Нет                   | Нет           | Нет                 | Да     |                                    | Старшая творческая команда Pixar                                                                                 |
| 2013 | Университет монстров | Нет        | Нет       | Нет                | Нет                    | Нет                   | Нет           | Нет                 | Да     | Роз                                | Старшая творческая команда Pixar                                                                                 |
| 2015 | Головоломка          | Нет        | Нет       | Нет                | Нет                    | Нет                   | Нет           | Нет                 | Да     |                                    | Дополнительный диалог Старшая творческая команда Pixar                                                           |
| 2015 | Хороший динозавр     | Удалён     | Сюжет     | Нет                | Нет                    | Нет                   | Нет           | Нет                 | Да     |                                    | Оригинальная концепция и разработка Дополнительное производственное руководство Старшая творческая команда Pixar |
| 2016 | В поисках Дори       | Нет        | Нет       | Нет                | Нет                    | Нет                   | Нет           | Нет                 | Да     | Мистер Рэй / Дополнительные голоса | Дополнительный материал сценария Старшая творческая команда Pixar                                                |
| 2017 | Тачки 3              | Нет        | Сценарий  | Нет                | Нет                    | Нет                   | Нет           | Нет                 | Да     | Чико Хикс / доктор Повреждение     | Старшая творческая команда Pixar                                                                                 |
| 2017 | Тайна Коко           | Нет        | Нет       | Нет                | Нет                    | Да                    | Нет           | Нет                 | Да     |                                    | Старшая творческая команда Pixar                                                                                 |
| 2018 | Суперсемейка 2       | Нет        | Нет       | Нет                | Нет                    | Нет                   | Нет           | Нет                 | Да     |                                    | Старшая творческая команда Pixar                                                                                 |
| 2019 | История игрушек 4    | Нет        | Нет       | Нет                | Нет                    | Нет                   | Нет           | Нет                 | Да     | Дополнительные голоса              | Старшая творческая команда Pixar                                                                                 |
| 2020 | Вперёд               | Нет        | Нет       | Нет                | Нет                    | Нет                   | Нет           | Нет                 | Да     |                                    | Особая благодарность Старшая творческая команда Pixar                                                            |
| 2020 | Душа                 | Нет        | Нет       | Нет                | Нет                    | Нет                   | Нет           | Нет                 | Да     |                                    | Дополнительные вклады в сюжет Старшая творческая команда Pixar                                                   |
| 2021 | Лука                 | Нет        | Нет       | Нет                | Нет                    | Нет                   | Нет           | Нет                 | Да     |                                    | Дополнительные вклады в сюжет Старшая творческая команда Pixar                                                   |
| 2022 | Я краснею            | Нет        | Нет       | Нет                | Нет                    | Нет                   | Нет           | Нет                 | Да     |                                    | Старшая творческая команда Pixar                                                                                 |
| 2022 | Базз Лайтер          | Нет        | Нет       | Нет                | Нет                    | Нет                   | Нет           | Нет                 | Да     |                                    | Старшая творческая команда Pixar                                                                                 |
| 2023 | Элементарно          | Нет        | Нет       | Нет                | Нет                    | Нет                   | Нет           | Нет                 | Да     |                                    | Старшая творческая команда Pixar                                                                                 |

### Короткометражки
| Год     | Название                   | Режиссёр | Сценарист | Другое | Озвучивание           | Заметки              |
| ------- | -------------------------- | -------- | --------- | ------ | --------------------- | -------------------- |
| 1997    | Игра Джери                 | Нет      | Нет       | Да     | Джери                 |                      |
| 2003    | Изучение рифов             | Нет      | Да        | Нет    |                       |                      |
| 2008    | Байки Мэтра                | Нет      | Нет       | Да     | Дополнительные голоса | Серии 1-4            |
| 2009    | Даг: специальная миссия    | Нет      | Да        | Да     | Альфа/Даг             |                      |
| 2009    | Джордж и Эй Джей           | Нет      | Нет       | Да     | Даг                   | Особая благодарность |
| 2016    | Интервью о морской жизни   | Нет      | Да        | Нет    |                       |                      |
| 2017    | Гоночная школа Мисс Крошки | Нет      | Нет       | Да     | Dr. Damage            |                      |
| 2019-20 | Вилкинс задаёт вопросы     | Да       | Да        | Да     | Голос за кадром       | Disney+              |
| 2021    | Дни Дага                   | Да       | Да        | Да     | Даг                   | Disney+              |
| 2023    | Свидание Карла             | Да       | Да        | Да     | Даг/Альфа             |                      |

### Телевидение
| Год  | Название           | Озвучивание                        | Заметки                |
| ---- | ------------------ | ---------------------------------- | ---------------------- |
| 2021 | Монстры за работой | Роз, Роуз, Боб «Dentures» Петерсон | Креативный консультант |

### Игры
| Год  | Название                              | Озвучивание               |
| ---- | ------------------------------------- | ------------------------- |
| 2001 | Monsters, Inc. Scream Team Training   | Роз                       |
| 2001 | Monsters, Inc. Scream Team            | Роз                       |
| 2002 | Monsters, Inc.                        | Роз                       |
| 2003 | Finding Nemo                          | Мистер Рэй/Крилл          |
| 2009 | Up                                    | Даг/Альфа/Диктор новостей |
| 2012 | Kinect Rush: A Disney-Pixar Adventure | Даг                       |

### Другое
| Год  | Название          | Роль                             |
| ---- | ----------------- | -------------------------------- |
| 2000 | О птичках         | Благодарность                    |
| 2008 | Престо            | Особая благодарность             |
| 2009 | Трейси            | Терри Кейн                       |
| 2011 | Мальки            | Особая благодарность             |
| 2017 | Лу                | Особая благодарность             |
| 2019 | Перл              | Доверие к истории Кристен Лестер |
| 2020 | Срок службы лампы | Особая благодарность             |
| 2020 | Нора              | Особая благодарность             |